# Bagsværd
Bagsværd är en förort till Köpenhamn, Danmark. Kyrkan Bagsværd Kirke är ritad av arkitekten Jørn Utzon. Bagsværd ligger i Gladsaxe kommun, ca 10 km nordväst om Köpenhamns centrum längs pendeltågslinjen (S-tåg) till Farum.

## Historia
På 1600-talet grundade Fredrik III Frederiksborgs slott och bland dess egendomar hörde Bagsværd och dess invånare. 1721 lät prinsessan Sophie Hedevig, syster till Fredrik IV öppna en skola för böndernas barn i Bagsværd.
Kristian IV lät dra vägen mellan Köpenhamn och Hillerød och denna väg gick genom Bagsværd. 1668 öppnade ett värdshus, Bagsværd Kro. Värdshuset utvecklades så småningom till en handelsbod och fanns kvar ända till 1975 när platsen gjordes till en parkeringsplats vid pendeltågsstationen.
Botanikern Johan Theodor Holmskiold lät anlägga en slottsliknande herrgård, Aldershvile, utanför Bagsværd. Efter dennes död såldes Aldershvile till den svenske adelsmannen Adolph Ribbing som var landsförvisad efter mordet på Gustav III. Herrgården brann ned 1909.
När Slangerupbanan mellan Nørrebro i Köpenhamn och Slangerup öppnade 1906 blev Bagsværd station en av de större. Även för Bagsværd fick de förbättrade kommunikationerna stor betydelse genom att dra till sig nya invånare från Köpenhamn som köpte tomter vid sjön Bagsværd Sø. Invånarantalet ökade från 700 år 1906 till 1 700 år 1924. När S-banan öppnade 1977 byggdes en ny stationsbyggnad.